# Grande Jacquerie

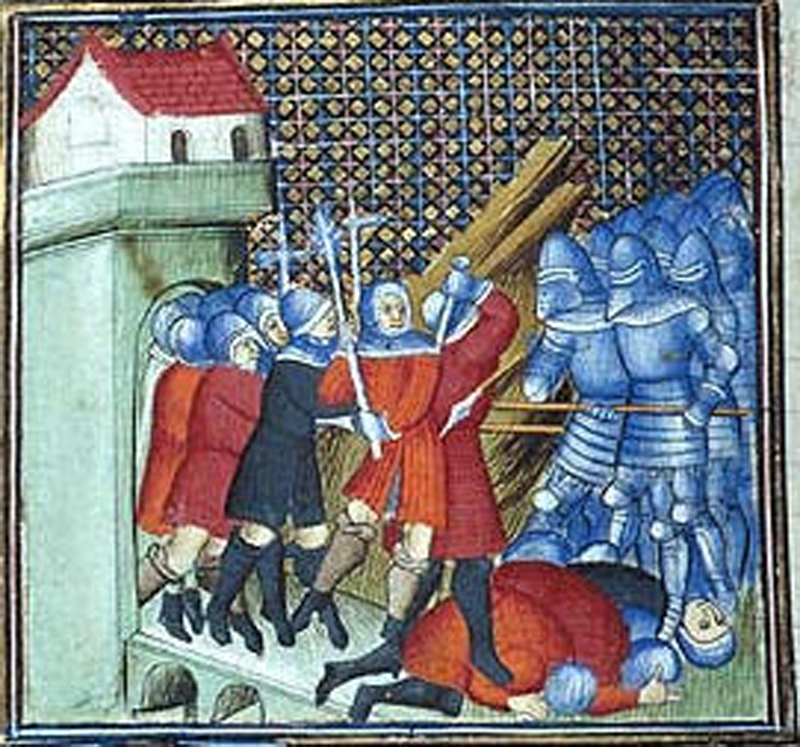
La jacquerie en una ilustración del siglo XV.

La Grande Jacquerie, o Jacquerie, fue una revuelta campesina de la Edad Media que tuvo lugar en el norte de Francia en 1358 durante la Guerra de los Cien Años. La revuelta tuvo su foco en el valle del río Oise, al noreste de París. Esa rebelión se conoce como la Jacquerie a causa del apelativo "Jacques Bonhomme", que daban los nobles, despectivamente, a sus siervos. Este apodo fue empleado por primera vez por el cronista medieval Jean Froissart, en su crónica de estos acontecimientos.

## Contexto
En 1355, el rey de Francia convocó los Estados Generales para intentar aplacar la grave crisis financiera y económica que asolaba el país y para financiar el levantamiento de un ejército frente a las amenazas militares de Eduardo de Woodstock, el "Príncipe Negro", pretendiente al trono de Francia. La moneda había sido devaluada varias veces, y las rentas de la nobleza y de la burguesía habían mermado. Ante la falta de recaudación de impuestos, era urgente emprender una reforma fiscal. Pero tras la captura del rey francés por los ingleses durante la Batalla de Maupertuis, cerca de Poitiers, en 1356, se produjo un vacío de poder, que intentaron suplir los Estados Generales que permanecían reunidos. El joven rey de Francia, Carlos, se vio obligado a compartir el poder con los Estados Generales liderados por Étienne Marcel, preboste de los mercaderes de París, y por Robert Le Coq, magistrado del Consejo Real. Por el tratado de Londres de 1358, el Rey de Francia cedió a Inglaterra las antiguas posesiones de los Plantagenet (el tercio suroeste del país) y aceptó pagar un rescate de 4 millones de escudos sin que Eduardo III de Inglaterra renunciara a sus derechos a la corona de Francia. La noticia de las condiciones del tratado sembró la alarma en el país entero, y los Estados Generales se negaron a ratificar el tratado.
El país llevaba años asolado por las guerras contra Inglaterra y contra Carlos II de Navarra. Tropas inglesas y gascoñas, y las Compañías Libres recorrían los campos saqueando pueblos, destruyendo cosechas y bloqueando el comercio. La nobleza estaba desacreditada después de las derrotas de las batallas de Crécy y Poitiers, y por su incapacidad en garantizar la seguridad en sus tierras según marcaba el código de la caballería y del feudalismo.
La Jacquerie se produjo en un periodo de inestabilidad interna. El Delfín tenía que hacer frente a varios levantamientos populares espontáneos, a las conspiraciones de Carlos II de Navarra y a la posibilidad de una nueva invasión inglesa. Con el propósito de establecer una monarquía controlada por la burguesía y el pueblo, Étienne Marcel le nombró regente y le obligó a que miembros de la burguesía entrasen a formar parte del Consejo Real. Así mismo el gobierno y las finanzas pasaron a manos de los Estados Generales. Para asegurarse el apoyo del pueblo, Étienne Marcel instigó una sublevación de los parisinos a finales de febrero de 1358. El Delfín decidió entonces convocar a la nobleza para que aprobara nuevas medidas fiscales, así como los últimos cambios institucionales: pero la nobleza se negaba a entrar en el París sublevado, por lo que los Estados Generales se reunieron en Compiègne, donde los delegados de la burguesía de París fueron burlados. El Delfín aprovechó la circunstancia para mantenerse alejado de París, y con el apoyo de la nobleza se dispuso a atacar París organizando el sitio de la capital.

## Primeros acontecimientos
La nobleza había votado en Compiègne un nuevo impuesto para financiar la defensa del país, forzando al campesinado a pagar unos impuestos crecientes (por ejemplo, la taille) y a reparar sin compensación sus propiedades dañadas por la guerra. La crónica de Jean de Venette (1307-1366) expresa los abusos cometidos por la nobleza y describe las duras condiciones de vida de los campesinos. Esta combinación de problemas resultó en una serie de rebeliones sangrientas en varias regiones del norte de Francia, que comenzaron a finales de mayo de 1358.
Al parecer, los campesinos involucrados en la rebelión no tenían ninguna organización. En cambio, acudían en masa. Las crónicas de Jean Froissart, favorable a la nobleza, los representa como matones descerebrados aficionados a la destrucción, que destrozaron más de 150 casas y castillos de la nobleza, asesinando a las familias. Los brotes más violentos se dieron en Ruan y Reims, mientras que Senlis y Montdidier fueron saqueadas por la muchedumbre.
Muchos aldeanos se reunieron y declararon que todos los nobles del reino eran traidores merecedores de la muerte. Con palos y cuchillos iban a la propiedad del caballero más cercano y lo asesinaban junto a su mujer y sus hijos y destruían la casa. Esa chusma miserable, unos seis mil serían, saqueaban e incendiaban, asesinaban a los nobles y violaban a las damas y a las doncellas... (Jean Froissart)
Unos 5.000 hombres se habían reagrupado detrás de un jefe carismático, Guillaume Caillet (o Callet, también nombrado Cale, Carle o Karle en textos anglosajones). Aprovechando la revuelta, Étienne Marcel le hizo llegar refuerzos para que le ayudara a levantar el cerco de París. Después de unas primeras victorias, el 9 de junio unos mil hombres (entre Jacques y parisinos) intentaron tomar la fortaleza de Meaux donde se alojaba el Delfín Carlos, pero fueron masacrados por una carga imprevista de la caballería del conde de Foix y el captal de Buch, Jean de Grailly.

## Fin de la revuelta

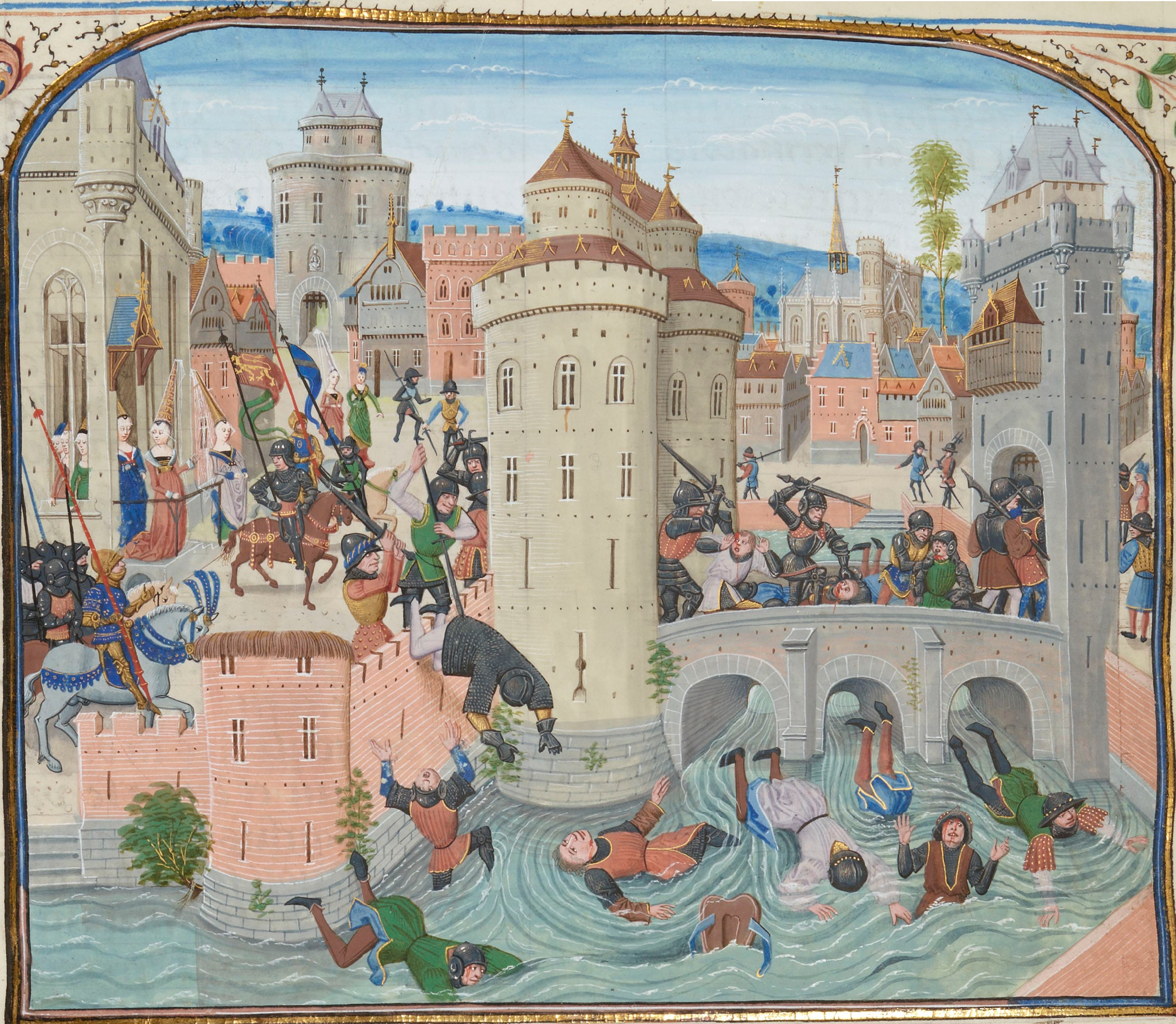
Las tropas de Gastón Febo y Juan de Grailly derrotan a los jacques y los parisinos en Meaux. Ilustración de las Crónicas de Froissart.

Mientras tanto Carlos II de Navarra, requerido por los nobles franceses, tomó las riendas de la represión y formó un ejército de mercenarios ingleses. Engañó a Guillaume Caillet invitándole a parlamentar en Mello el 10 de julio, pero el cabecilla de los jacques fue apresado, torturado y ejecutado sin que se le aplicaran las reglas de la caballería por ser de baja cuna. Su ejército, que algunos testimonios contemporáneos aseguran que era de 20.000 hombres, fue aplastado por una carga de caballería en la Batalla de Mello, que sería sucedida por una campaña de terror en la región de Beauvais. Toda persona sospechosa de haber participado en la revuelta fue ahorcada sin juicio previo.

## Legado histórico
El recuerdo de la "Jacquerie" marcó profundamente la sociedad francesa, y su nombre, la jacquerie, pasó a denominar a las revueltas de campesinos de Francia. De la misma manera, siglos más tarde los términos jacques y "Jacques Bonhomme" perdieron su carga despectiva con el cambio de las mentalidades a partir de la Revolución francesa. En el siglo XIX, el escritor Eugène Sue en su novela histórica Les mystères du peuple / Los misterios del pueblo escogió el nombre de Jacques Bonhomme para simbolizar al hombre humilde del campo y de las ciudades, en su lucha por conseguir libertades sociales y políticas. Tras el éxito de la novela desde su publicación en 1849, fue censurada por el Segundo Imperio francés y condenada por el Papa y los obispos franceses.